# 274

## Догађаји
- Битка код Шалона: Цар Аурелијан напада Галију у кампању против Галског царства (Галије и Британије). У каталонским равницама, романо-галски цар Тетрик I предаје се Аурелијану и оставља своју војску без цара. Галску војску затим Аурелијан разбија у великој бици. Освајањима Палмирског царства и Галског царства, Римско царство је поново уједињено. Међутим, велики губици које су претрпеле галске снаге компромитују границу на Рајни.
- Рим поздравља Аурелијана као Реститутор Орбис („Обновитеља света“) и даје му величанствен тријумф (победничку поворку), који красе његови заробљеници Зенобија, Тетрик I и његов син Тетрик II.
- Аурелијан реформише римску валуту, замењујући денар новом верзијом антонинијана која има мало побољшан однос сребра и бакра. Ова ревизија валутног система изазива хиперинфлацију.
- Германска племена користе уништене римске снаге на Рајни за напад на Галију.
- Аурелијан добија Храм Сунца посвећен Солу Инвиктусу, трећег дана после солстиција и дана поновног рођења Сунца. Ова религија, која је у суштини монотеистичка, постаје државна религија Рима.
- Краљевина Аксум достиже велики просперитет захваљујући контроли трговине на Црвеном мору.
- Јапански бродоградитељи граде брод на весла од 100 стопа за цара Ојина. Јапанци неће користити једра још седам векова.

### Март
- 2. март – Мани, мудрац из Персије, умире у Гундешапуру након 30 година проповедања своје „јереси“ на двору покојног сасанијског краља Шапура И и на дугим путовањима у Хорасан, Индију и Кину. Он је погубљен или му је дозвољено да умре у затвору, а тврди да је Божји пророк. Мани комбинује зороастријски дуализам са хришћанском теологијом, а његови ученици добијају широку подршку манихејству, упркос противљењу римских царева.

### Децембар
- 30. децембар – Папа Феликс I умире у Риму након петогодишње епископства.

### Смрти
- Максимилиjaн Тебески
- Папа Феликс I